# Scott Joplin
Scott Joplin, född omkring 1867–1868 eller 24 november 1868 nära Texarkana i Texas, död 1 april 1917 i New York i delstaten New York, var en amerikansk tonsättare och pianist. Joplin är även känd som "King of Ragtime" tack vare den berömmelse han uppnådde med sina ragtimeverk, musik som hade sitt ursprung i den afroamerikanska gemenskapen. Under sin korta karriär skrev han fler än 100 originalragtime-stycken, en ragtimebalett och två operor. Ett av hans första och mest kända stycken "Maple Leaf Rag" blev ragtimens första och mest inflytelserika hit, och har blivit erkänd som den arketypiska ragen. Joplin ansåg att ragtime var en typ av klassisk musik och ringaktade den sorts ragtime som användes på underhållningsställen med namnet Honky tonk.
Joplin växte upp i en musikalisk familj av järnvägsarbetare i Texarkana, Arkansas, och utvecklade sin egen musikkunskap med hjälp av lokala lärare. Under tiden i Texarkana bildade han en manskvartett och lärde sig spela mandolin och gitarr. Under det sena 1880-talet lämnade han arbetet som järnvägsarbetare och for runt i Sydstaterna som en kringresande musiker. 1893 reste han till Chicago och Världsutställningen, vilken spelade en avgörande roll i att göra ragtime till en nationell angelägenhet 1897.
1894 flyttade Joplin till Sedalia, Missouri och försörjde sig som pianolärare. Han blev lärare till kommande ragtime-kompositörer såsom Arthur Marshall, Scott Hayden och Brun Campbell. 1895 började han publicera musik och utgivningen av hans "Maple Leaf Rag" 1899 gjorde honom berömd. Stycket hade en avgörande inverkan på kompositörer av ragtime. Den gav dessutom Joplin en fast inkomst, även om han aldrig mer lyckades uppnå samma succé och ständigt hade ekonomiska problem. 1901 flyttade Joplin till St. Louis, där han fortsatte att komponera, publicera och regelbundet framträda inför publik. Partituret till hans första opera A Guest of Honor konfiskerades 1903 tillsammans med hans tillhörigheter på grund av obetalda räkningar och anses numera som förkommet.
1907 flyttade Joplin till New York för att finna en producent till sin nya opera. Han försökte gå utanför ramarna till den musikform som hade gjort honom berömd men utan någon större ekonomisk framgång. Hans andra opera Treemonisha sattes aldrig upp i sin helhet under hans levnad.
1916 drabbades Joplin av demens som ett resultat av neurosyfilis. Han togs in på Manhattan State Hospital i januari 1917 och dog tre månader senare vid 48 års ålder. Joplins död anses markera slutet på ragtime som populärmusik; de kommande åren utvecklades tillsammans med andra stilar till stride, jazz och slutligen storbandsswing.
Joplins musik återupptäcktes och återvände till populariteten i början av 1970-talet med ett miljonsäljande album av Joshua Rifkin. Det följdes upp av den Oscarsbelönade filmen Blåsningen 1973, vilken innehöll flera av Joplins kompositioner, varav den mest kända var "The Entertainer", ett stycke framfört på piano av Marvin Hamlisch och som blev världsberömt. Treemonisha sattes slutligen upp i sin helhet 1972 till lysande kritik. 1976 hedrades Joplin postumt med Pulitzer Prize. 1977 hade den biografiska filmen Scott Joplin premiär, med Billy Dee Williams i rollen som Joplin.